# ОШ „Свети Сава” Билећа
Основна Школа "Свети Сава" налази се у Билећи, Република Српска. Име је добила по Светом Сави, светитељу и првом архиепископу аутокефалне Српске православне цркве.

## О установи
До 1980. Билећа је имала једну основну школу - "Петар II Петровић Његош". Те године је, због великог броја дјеце, саграђена и отворена нова школа 2. јула 1980, под називом ОШ "Џемал Биједић", која је 1980/1981. имала 922 ученика, од чега је 271 ученик похађао подручне школе. Тада су, због малог броја ученика, угашене подручне четворогодишње школе у селима: Врбица, Пађени и Прераца, а осмогодишња школа у Доњој Мекој Груди постала је четворогодишња (од 1992/1993. поново осмогодишња). Јула 1998. школи "Џемал Биједић" промијењено је име у ОШ "Меша Селимовић", а од децембра исте године ради под називом ОШ "Свети Сава". Године 2015/2016. имала је 382 ученика, 41 наставника и вјероучитеља православне вјеронауке. У њеном саставу радиле су деветогодишње подручне школе у селима Доња Мека Груда (отворена 1912) и Дивин (1935). Раније су у саставу ове школе била и подручна одјељења у селима Корита (отворено 1910, угашено 1993), Ораховице (1944-1987), Засада (1946- 1989) и Риоца (1948-1990), као и осмогодишња школа у селу Плана (1900-2003). Поред библиотеке са више од 14.000 књига, школа има спортску салу, спортске терене, зубну амбуланту и кухињу. Од 2005. излази школски лист "Житије".